# Praxithea peruviana
Praxithea peruviana es una especie de escarabajo longicornio del género Praxithea, tribu Torneutini, subfamilia Cerambycinae. Fue descrita científicamente por Lane en 1966.
La especie se mantiene activa durante el mes de agosto.

## Descripción
Mide 39 milímetros de longitud.

## Distribución
Se distribuye por Brasil, Perú y Venezuela.